# شهرستان کاستر (نبراسکا)
شهرستان کاستر، نبراسکا (به انگلیسی: Custer County, Nebraska) یک سکونتگاه مسکونی در ایالات متحده آمریکا است که در نبراسکا واقع شده‌است.

## خصوصیات
شهرستان کاستر ۶٬۶۷۲ کیلومترمربع مساحت دارد.